# Principe zéro de la thermodynamique

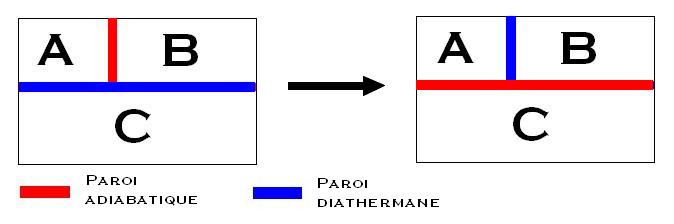
Principe zéro de la thermodynamique. Une paroi adiabatique ne laisse pas passer la chaleur, contrairement à une paroi diathermane. Si A et C sont initialement en équilibre thermique, ainsi que B et C, alors, après inversion des parois, A et B sont immédiatement en équilibre thermique, sans besoin d'échanger de la chaleur.

En physique, et plus particulièrement en thermodynamique, le principe zéro de la thermodynamique énonce que,,, :
« Si deux systèmes sont en équilibre thermique stable avec un troisième, ils sont eux-mêmes en équilibre thermique stable. »
Dans la pratique, ce principe institue la température comme la grandeur caractéristique de l'équilibre thermique et le thermomètre comme un moyen de vérifier cet équilibre.

## Historique
La température est une grandeur propre à la thermodynamique, elle est inconnue en mécanique et en électromagnétisme. Le principe zéro institue la température comme la grandeur caractérisant l'équilibre thermique, et plus généralement comme l'une des grandeurs caractérisant l'équilibre thermodynamique (avec la pression pour l'équilibre mécanique et le potentiel chimique pour l'équilibre chimique),.
Historiquement, le principe zéro a été énoncé en 1931 par Ralph H. Fowler, bien après les premier et deuxième principes de la thermodynamique (qui définissent respectivement l'énergie interne et l'entropie), qui ont été établis au XIXe siècle par Sadi Carnot et Rudolf Clausius. Néanmoins, puisqu'il définit la température, son importance a été jugée fondamentale et prééminente par rapport aux deux autres, d'où son numéro zéro,.
Ce principe a été établi empiriquement. Il est toutefois possible de le déduire des premier et deuxième principes en postulant que la température est la dérivée partielle de l'énergie interne par rapport à l'entropie.

## Implications
Deux systèmes A et C à des températures différentes sont mis en contact. Ils subissent un transfert thermique (un échange de chaleur, ou énergie thermique) ; la température la plus haute diminue et la plus basse augmente. À l'équilibre thermique, c'est-à-dire lorsque le transfert thermique est nul, A et C ont la même température {\displaystyle T_{\mathsf {A}}=T_{\mathsf {C}}},,. De même, si un système B est en équilibre avec le même système C, alors {\displaystyle T_{\mathsf {B}}=T_{\mathsf {C}}}.
On met ensuite A et B en contact. Lorsque ces deux systèmes sont à l'équilibre thermique on a les températures {\displaystyle T_{\mathsf {A}}^{\prime }=T_{\mathsf {B}}^{\prime }}. L'expérience montre que {\displaystyle T_{\mathsf {A}}^{\prime }=T_{\mathsf {A}}} et {\displaystyle T_{\mathsf {B}}^{\prime }=T_{\mathsf {B}}}. Il ne se produit donc aucun transfert thermique entre A et B, et leurs températures ne varient pas : A et B sont immédiatement en équilibre thermique à la température {\displaystyle T_{\mathsf {A}}=T_{\mathsf {B}}=T_{\mathsf {C}}}. Ainsi les trois systèmes A, B et C sont-ils deux à deux en équilibre thermique : si {\displaystyle T_{\mathsf {A}}=T_{\mathsf {C}}} et {\displaystyle T_{\mathsf {B}}=T_{\mathsf {C}}}, alors {\displaystyle T_{\mathsf {A}}=T_{\mathsf {B}}},,,.
Cette relation transitive n'a pourtant rien de trivial : à priori, il n'est pas évident qu'aucun transfert thermique ne s'effectue entre A et B après leur mise en contact, surtout si les deux systèmes sont dans des états différents, et qu'à leur équilibre thermique leurs températures soient toujours égales à {\displaystyle T_{\mathsf {C}}},. Cette observation expérimentale n'a cependant jamais été mise en défaut et le principe zéro l'élève au rang de loi physique. Le principe zéro énonce donc qu'après leur mise en contact aucun transfert de chaleur ne se produit entre A et B, et que leurs températures ne varient pas. Ainsi, la température caractérise l'équilibre thermique, et le principe zéro induit que tous les systèmes ayant la même température sont à l'équilibre thermique et que ceux qui ont des températures différentes ne le sont pas,,,. 
En pratique, le principe zéro implique que le thermomètre est un outil permettant de montrer que plusieurs systèmes sont à l'équilibre thermique. Si le thermomètre (système C) mis en contact successivement avec les systèmes A et B indique la même température, alors A et B sont en équilibre thermique,,.